# نيشان السيف
النظام الملكي للسيف (رسميا: الأمر الملكي للسيف؛ السويدي: وسام السيف الملكي) هو وسام الفروسية السويدي والديكور العسكري الذي أنشأه الملك فريدريك الأول ملك السويد في 23 فبراير 1748، جنبا إلى جنب مع وسام السيرافيم ووسام النجم القطبي.
منحت للضباط، وكان الغرض منها في الأصل جائزة الشجاعة والخدمة الطويلة والمفيدة بشكل خاص، أصبحت في النهاية جائزة إلزامية إلى حد ما للضباط العسكريين بعد عدد معين من السنوات في الخدمة. كانت هناك في الأصل ثلاث درجات، فارس، قائد، وقائد الصليب الأكبر، ولكن تضاعفت هذه فيما بعد بالتقسيم إلى فصول
شعار الترتيب باللاتينية: برو باتريا (والتي تعني «من أجل الوطن»).

## تاريخ
تم إنشاء النظام من قبل الملك فريدريك الأول في عام 1748، إلى جانب أمرين آخرين، وسام السيرافيم ووسام النجم القطبي. في عام 1788، أنشأ الملك غوستاف الثالث درجتين جديدتين من النظام، والتي لا يمكن منحها إلا في زمن الحرب:
- «فارس الصليب الأعظم من الدرجة الأولى» - شكل الصليب مشابه لصليب الفارس، لكنه بحجم شارة الصليب الأعظم ويتم ارتداؤه على عنق، والنجمة على شكل سيف فضي مرفوع. تم منحها لقادة فرق برتبة لواء على الأقل لتحقيق انتصار كبير في المعركة. حتى الملك لا يمكنه ارتداء شارة فارس الصليب الأكبر إلا بقرار إجماعي من ضباطه (على سبيل المثال، غوستافوس الثالث، تشارلز الثالث عشر، وتشارلز الرابع عشر جون.
- «فارس الصليب الأكبر»- شكل الصليب مشابه لصليب الفارس، ولكنه كبير مثل شارة الصليب الأكبر ويتم ارتداؤه على قلادة، والنجمة على شكل سيفين فضيين متقاطعين.

لم تُمنح هذه الدرجات المناسبة إلا للضباط المفوضين، ولكن تم منح وسام المنتسبين، («شارة السيف»)، الذي تم تقديمه في عام 1850، إلى ضباط الصف؛ يمكن للمرء المزين بهذه الطريقة أن يطلق على نفسه لقب ("السياف"). كما تم تقديم ميدالية السيف للرجال المجندين. كان كل من ضباط الصف والمجندين قد خدموا لمدة ستة عشر عامًا على الأقل للتأهل للشارة والميدالية على التوالي.
في عام 1952 تمت إضافة ميدالية خاصة للتمييز إلى النظام. لا يمكن منح هذه إلا في زمن الحرب. هم صليب الحرب لأمر السيف بالذهب والفضة والبرونزية. يتم ارتداؤها على نفس الشريط مثل الترتيب وتتكون الميدالية من صليب الملح من النظام المضروب بالذهب أو الفضة أو البرونز، مع سيف مرتفع خلف ميدالية مركزية تحمل التيجان السويدية الثلاثة وفي الفراغات بين العلوي والسفلي ذراعي الصليب. يوجد تاج ملكي صغير في أعلى نقاط الذراعين العلويين للصليب والسيف.
لم يتم منح عضوية النظام منذ عام 1975، لكنها لا تزال قائمة من الناحية الفنية. يرتدي الملك كارل السادس عشر غوستاف ملك السويد بشكل متكرر قلادة وشارة القائد الكبير للصليب. في عام 2019 ، صدرت تعليمات إلى لجنة برلمانية لوضع مبادئ توجيهية حول كيفية إعادة تقديم الأوامر السويدية، بما في ذلك وسام السيف، في نظام الشرف السويدي وكيف يمكن تعيين المواطنين السويديين مرة أخرى على الأوامر السويدية. ستقدم اللجنة نتائجها في سبتمبر 2021.
في السابق، تم استقبال القادة الجدد للصليب الكبير بدون احتفالات دينية في الشقق الملكية، ولكن بحضور القادة الآخرين من أجل الصليب الأكبر، وفرسان السيرافيم، وقادة الصليب الأكبر من جميع الرتب الأخرى. بموجب القسم، ألزم القائد المنتخب نفسه «بالدفاع بالحياة والممتلكات عن الديانة الإنجيلية اللوثرية، وخدمة الملك والوطن بأمانة، والقتال بشجاعة ضد أعداء البلاد». عندما تم انتخاب أجنبي قائداً للصليب الكبير، تم إرسال الشارة إليه في الخارج، بينما نقل بدوره إلى أرشيف الأمر بيانا بالخدمات التي قدمها.

## درجات
كان ترتيب السيف في زمن السلم من خمس فئات:
- القائد الكبير - يرتدي الشارة على طوق (سلسلة) أو على وشاح على الكتف الأيمن، بالإضافة إلى النجمة على الصدر الأيسر؛
- قائد الدرجة الأولى - يرتدي الشارة على العنق، بالإضافة إلى النجمة على الصدر الأيسر؛
- القائد- يرتدي الشارة على العنق؛
- فارس الدرجة الأولى- يرتدي الشارة الموجودة على شريط على الصدر الأيسر؛
- فارس- يرتدي شارة على شريط على صدره الأيسر؛

## فارس الصليب الأكبر
في عام 1788، وضع الملك غوستاف الثالث، أثناء الحرب الروسية السويدية، فئة أخرى من الأمر، والتي لا يمكن منحها الا في زمن الحرب، وفقط لكبار الضباط الذين كان لسلوكهم تأثير كبير على الحرب. لا يمكن لملك السويد أن يرتدي الزخرفة حتى ينتصر «الجيش السويدي تحت قيادته، سواء من خلال القتال أو الفتح». الطبقة الخاصة تسمى فارس الصليب الأكبر. نجمة الصدر على شكل سيف عمودي، ويتم ارتداؤها على الجيب الأيسر والشارة تلبس حول العنق.

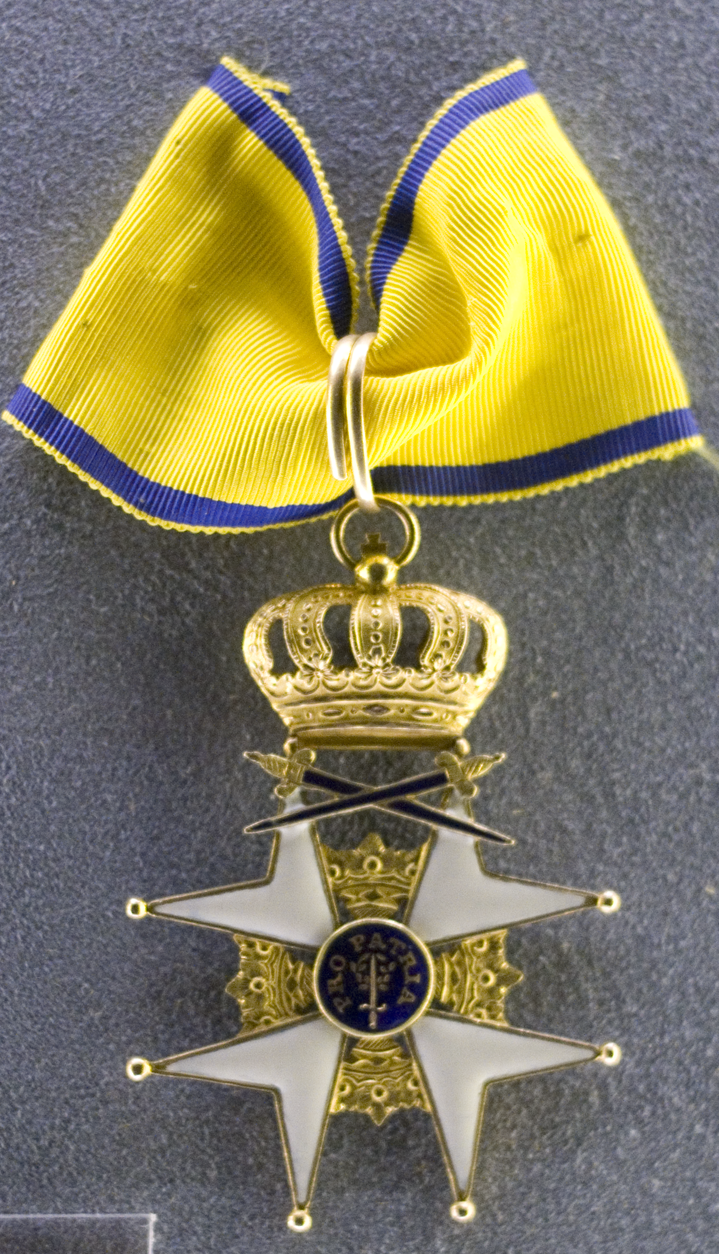
شارة
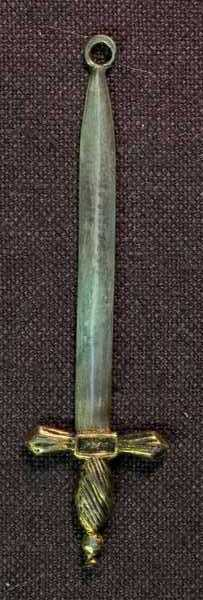
نجم الثدي
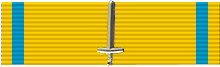
شريط

## الميداليات والشارات
يشمل الترتيب أيضًا ميداليتين؛
- شارة السيف - محفوظة لضباط الصف
- ميدالية السيف - محفوظة للمجندين

يتم ارتداء الميداليتين على شريط على الصدر الأيسر.

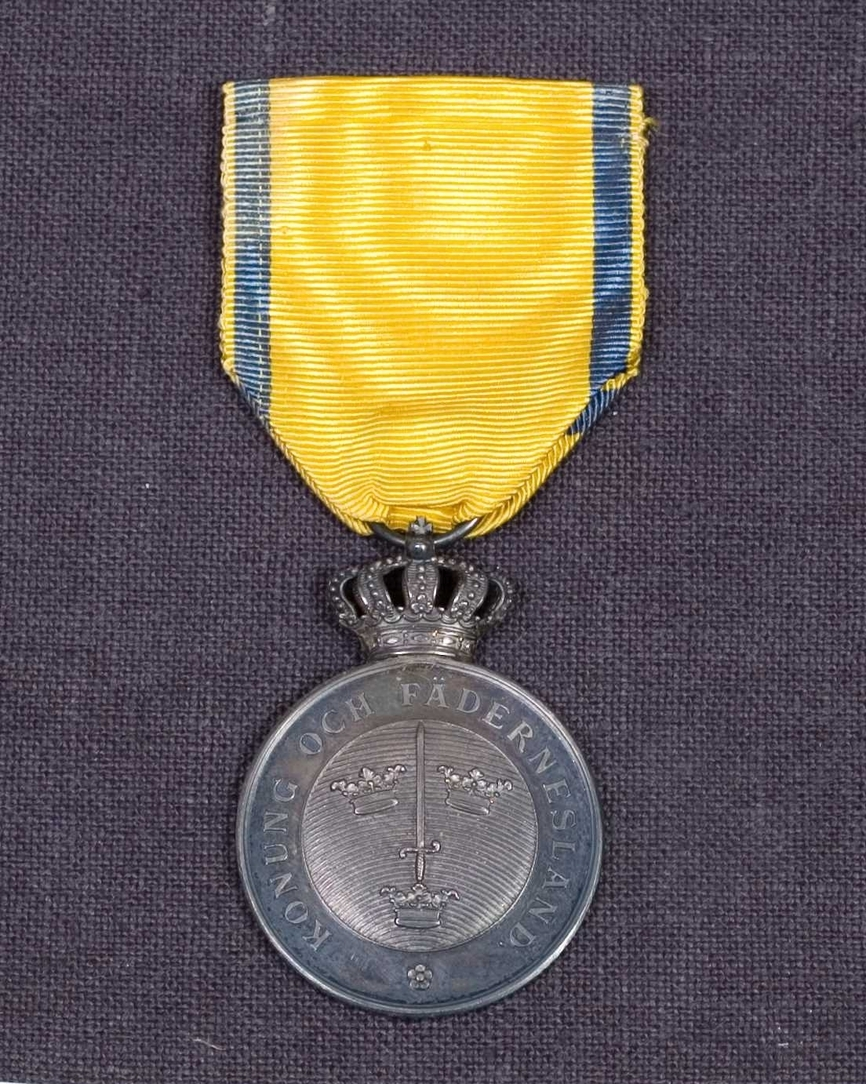
ميدالية السيف مع نقش (الملك والبلد)n
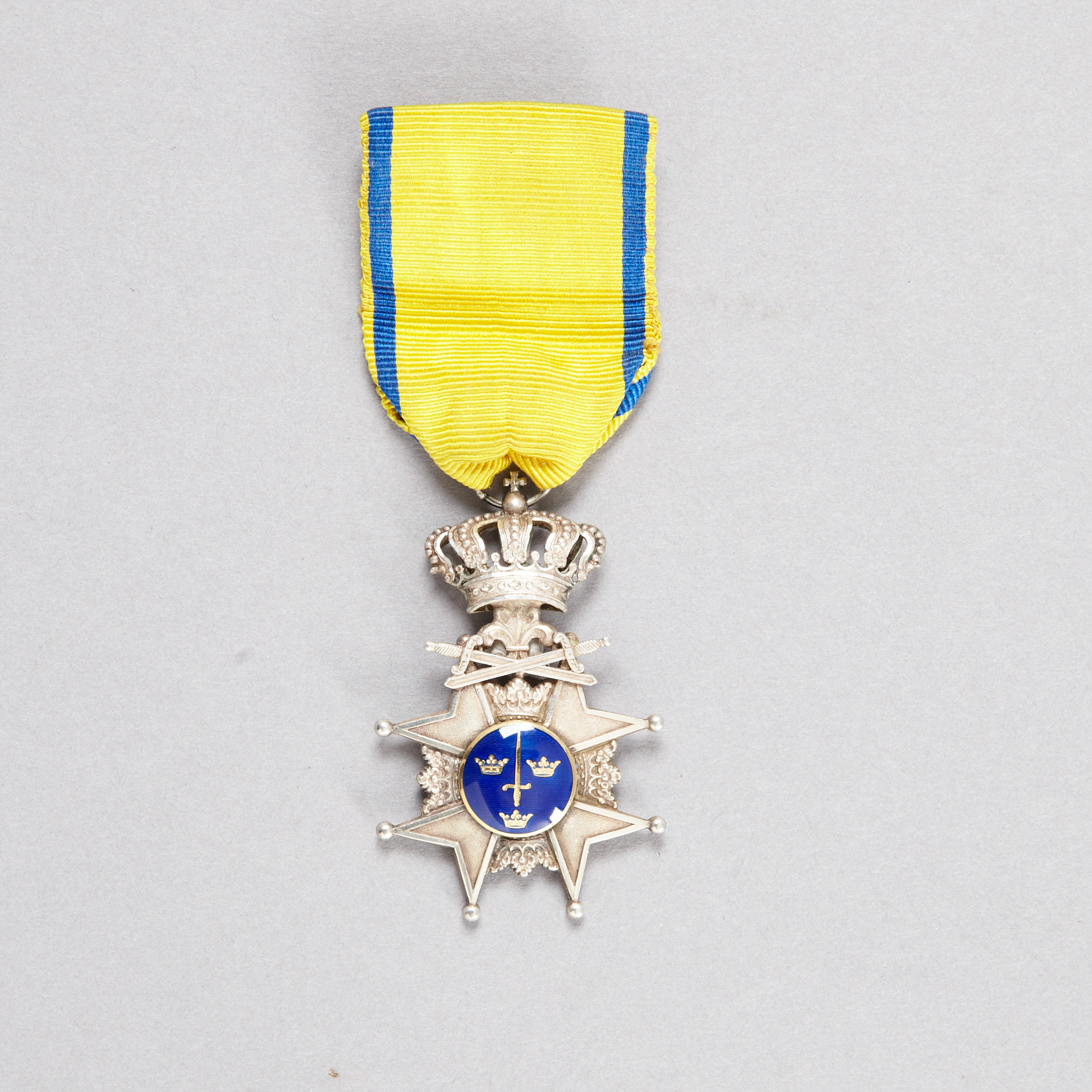
شارة السيف

## الشارة والعادة
شارة النظام هي صليب مالطي مطلي باللون الأبيض في سالتير (أي على شكل "x") والفضة لفئة فارس والذهب للفارس من الدرجة الأولى وما فوق؛ ظهرت تيجان ذهبية مفتوحة بين ذراعي الصليب. تحمل الرصيعة المركزية المقابلة سيفاً ذهبياً منتصباً بين ثلاثة تيجان ذهبية على خلفية مطلية بالمينا الزرقاء. تحتوي الميدالية المركزية العكسية على سيف ذهبي منتصب يتقاطع مع إكليل من الغار الذهبي، والأسطورة اللاتينية «برو باتريا» (للوطن) على خلفية مطلية بالمينا باللون الأزرق، يوجد زوج من السيوف الذهبية المتقاطعة من غمد المطلي بالمينا الأزرق مع شفرات مقلوبة لأسفل عبر الفتحة بين الذراعين العلويين للصليب في الجزء العلوي من الشارة. بالإضافة إلى ذلك، فإن شارات أعلى فئتين لها أيضًا سيف ذهبي وأزرق مماثل منتصب عبر الفتحات الموجودة على جانبي الصليب وزوج متطابق من السيوف الذهبية والزرقاء المتقاطعة مع شفرات مقلوبة لأسفل عبر الفتحة بين الذراعين السفليين للصليب. صليب في الجزء السفلي من الشارة، يتم ربط كل من أزواج السيوف المتقاطعة معًا ويتم ربط السيوف الجانبية بالصليب بشريط ذهبي واحد يتقاطع مع ذراعي الصليب من الخلف. الشارة معلقة من تاج ملكي من الذهب والمينا.
طوق النظام هو من الذهب على شكل أحد عشر سيفا ذهبيا في غمد مطلي بالمينا الزرقاء مع أحزمة ذهبية متصلة بواسطة سلاسل ذهبية وبالتناوب مع أحد عشر درعا بلتيا ذهبيا يحمل كل منها خوذة مطلية بالمينا باللون الأزرق. نجمة الأمر هي صليب مالطي فضي، ميدالية مركزية تحمل نفس السيف المستقيم بين ثلاثة تيجان ذهبية على خلفية مطلية بالمينا الزرقاء كما الشارة. نجمة الصليب الكبير لها أيضًا تيجان ذهبية فوق أشعة فضية مثلثة قصيرة بين ذراعي الصليب. شريط الأمر أصفر مع خطوط زرقاء بالقرب من حدوده (على سبيل المثال، الألوان الوطنية السويدية). سابقًا، كان للنظام أيضًا عادة مميزة باللونين الأزرق والأصفر يتم ارتداؤها في المناسبات الرسمية مثل فصول الأمر. تضمنت العادة بنطلونًا أصفر، ومعطفًا أصفر بطول الركبة مع عروة كتف زرقاء وحزام أصفر، يحد كل منها عباءة زرقاء وأزرق مبطنة بساتان أزرق ووشاح كتف أزرق بهامش ذهبي. تم تطريز نجمة النظام على الصدر الأيسر لكل من المعطف والعباءة. أكملت هذه العادة قبعة سوداء مع قبعة ذهبية وعمود من ريش النعام الأبيض والبلشون الأسود وزوج من الأحذية السوداء مع توتنهام مذهب. كان يلبس ياقة النظام على أكتاف المعطف.

## شارة الميداليات
- تشبه شارة السيف شارة الفارس الفضية. الرصيعة المركزية الأمامية مطلية بالمينا لكن ذراعي الصليب ليس لها مينا بيضاء ولا ظهر هذه الشارة مطلية بالمينا.
- وسام السيف هو من أيضا من الفضة ومستدير ويعلوه التاج الملكي على ذلك الجانب العلوي. الميدالية تحمل السيف وثلاثة تيجان من وسام الرهبنة محاطة بفرقة بالكلمات السويدية، (الملك والوطن).

## روابط أخرى
- Swedish Royal Court: Orders and medals
- Image of the chain and stars of the Order of the Sword